# العمل (جريدة تونسية)
العمل هي أول جريدة للحزب الحر الدستوري الجديد، وكانت رديفا لجريدة لاكسيون الناطقة بالفرنسية والتي ظهرت قبل النسخة العربية. وقد كانت تتصدرها الآية القرآنية «وقل اعملوا فسيرى الله عملكم ورسوله والمؤمنون». استمرت هذه الجريدة في الصدور بعد الاستقلال باعتبارها لسان حال الحزب الحاكم في تونس. ولم تتوقف عن الصدور إلا في شهر مارس 1988 حيث عوضتها جريدة ثانية تحمل اسم الحرية.